# Championnats du monde de boxe amateur 1978
Navigation
Édition précédente Édition suivante
Les 2d championnats du monde de boxe amateur masculins se sont déroulés du 6 au 20 mai 1978 à Belgrade, Yougoslavie, sous l'égide de l'AIBA (Association Internationale de Boxe Amateur).

## Résultats

### Podiums
| Catégories                    | Or                | Argent               | Bronze                             |
| Poids mi-mouches (-48 kg)     | Stephen Muchoki   | Jorge Hernández      | Armando Guevara Richard Sandoval   |
| Poids mouches (-51 kg)        | Henryk Średnicki  | Héctor Ramírez       | Ishi Koki Aleksandr Mikhailov      |
| Poids coqs (-54 kg)           | Adolfo Horta      | Fazlija Šaćirović    | Stephan Förster Kim Jung-chul      |
| Poids plumes (-57 kg)         | Ángel Herrera     | Bratislav Ristić     | Antonio Esparragoza Roman Gotfryd  |
| Poids légers (-60 kg)         | Davidson Andeh    | Vladimir Sorokin     | René Weller Dirk Käsebier          |
| Poids super-légers (-63,5 kg) | Valeriy Lvov      | Mehmet Bogujevci     | Karl-Heinz Krüger Jean-Claude Ruiz |
| Poids welters (-67 kg)        | Valeriy Rachkov   | Miodrag Perunović    | Roosevelt Green Ernst Müller       |
| Poids super-welters (-71 kg)  | Viktor Savchenko  | Luis Felipe Martínez | Ilja Iliev Jerzy Rybicki           |
| Poids moyens (-75 kg)         | José Gómez        | Tarmo Uusivirta      | Ilja Angelov Slobodan Kačar        |
| Poids mi-lourds (-81 kg)      | Sixto Soría       | Tadija Kačar         | Herbert Bauch Nikolai Yerofeyev    |
| Poids lourds (+81 kg)         | Teófilo Stevenson | Dragomir Vujković    | Jürgen Fanghänel Carlos Rivera     |

### Tableau des médailles
| Place | Pays                 | Médaille d'or, monde | Médaille d'argent, monde | Médaille de bronze, monde | Total |
| ----- | -------------------- | -------------------- | ------------------------ | ------------------------- | ----- |
| 1     | Cuba                 | 5                    | 3                        | 0                         | 8     |
| 2     | Union soviétique     | 3                    | 1                        | 2                         | 6     |
| 3     | Pologne              | 1                    | 0                        | 2                         | 3     |
| 4     | Kenya                | 1                    | 0                        | 0                         | 1     |
| 4     | Nigeria              | 1                    | 0                        | 0                         | 1     |
| 6     | Yougoslavie          | 0                    | 6                        | 1                         | 7     |
| 7     | Finlande             | 0                    | 1                        | 0                         | 1     |
| 8     | Allemagne de l'Est   | 0                    | 0                        | 5                         | 5     |
| 9     | Venezuela            | 0                    | 0                        | 3                         | 3     |
| 10    | Allemagne de l'Ouest | 0                    | 0                        | 2                         | 2     |
| 10    | Bulgarie             | 0                    | 0                        | 2                         | 2     |
| 10    | États-Unis           | 0                    | 0                        | 2                         | 2     |
| 13    | Corée du Sud         | 0                    | 0                        | 1                         | 1     |
| 13    | France               | 0                    | 0                        | 1                         | 1     |
| 13    | Japon                | 0                    | 0                        | 1                         | 1     |
| Total | 15 pays médaillés    | 11                   | 11                       | 22                        | 44    |

## Référence
1. ↑  (en) Résultats des championnats du monde de boxe amateur 1978 (amateur-boxing.strefa.pl)